# 新疆法政学堂
新疆法政学堂是清末位于乌鲁木齐的一所学堂。

## 历史沿革
1905年，为了培养吏治人才，新疆巡抚吴引荪创办新疆课吏馆。1906年，新疆巡抚联魁等人将课吏馆改为新疆法政学堂。学制三年，聘请日本教师林出賢次郎教授法政科目。又为适应当地维吾尔族官员的需要，增设维语教习。1910年袁大化出任新疆巡抚后挪用学堂经费，学堂因此停办。